# Kimré
Le kimré est une langue tchadique orientale parlée dans la région de Tandjilé au Tchad.